# Philippe Étancelin
Philippe Étancelin (1896. december 28. – 1981. október 13.) francia autóversenyző, volt Formula–1-es pilóta.

## Pályafutása

### A Formula–1 előtt
Philippe Étancelin Rouenban született, Franciaországban. A téli időszakokban kereskedőként dolgozott, nyáron pedig versenyzett.
Felesége, Suzanne, Philippe „boxosaként” szolgált a versenyeken. Volt három gyermeke is, akik a versenyidőszak alatt iskolában voltak. Második gyermeke, Jeanne Alice születésekor vásárolt egy  saját versenyautót. Nem szándékozott vele versenyezni, csak a vidéken kocsikázni vele. Az autó legmagasabb sebessége, amit Philippe kipróbált, 201 km/h volt. Két év után úgy döntött mégis megpróbálkozik a versenyzéssel.
Egy privát Bugattival kezdte a versenyzést, 1926-ban. Első győzelmét Reimsben szerezte, 1927-ben. Ugyanebben az évben harmadik lett Saint-Brieuc-ban. 1929-ben ismét nyert Reimsben, megelőzve barátját, Marcel Lehoux-t. 1930-ban „Phi Phi” Algériában is nyert. Majd megnyerte a francia versenyt, legyőzve Henry Birkin Bentley-ét, majd ismét nyert Grenoble-ban és harmadik lett Lyonban.
1931-ben ismét a Bugatti volánja mögött ült, és második lett Stanisław Czaykowski mögött Casablancában, majd megnyerte a Saint-Raphaël-i versenyt. Az olasz és a francia nagydíjon kiesett. Később az Alfa Romeo volánja mögött megnyerte a dieppe-i versenyt, Czaykowski Bugattija és Earl Howe Delage-e előtt. Az év végén még nyert Grenoble-ben és Saint Gaudensban.
1932-ben egy győzelmet aratott, Peronne-ban.
1933-ban vereséget szenvedett az Alfával, a francia nagydíjon a 19 éves Giuseppe Campari Maseratija előtt. Az utolsó körben vesztette el a vezetést. Picardie-ban Raymond Sommer és Tazio Nuvolari előtt nyert, majd a marne-i versenyt Jean-Pierre Wimille előtt.
Később Maseratira váltott, és második lett Casablancában, Montreux-ben és Nizzában, majd nyert Dieppe-ben. Később megnyerte a Le Mans-i 24 órás autóversenyt, az Alfa Romeóval, Luigi Chinetti csapattársaként.
1935-ben csak egy harmadik helyet szerzett Tuniszban és egy negyediket Monacóban.
1936-ban megnyerte a Pau Grand Prix-t, és 6. lett a Vanderbilt Kupán.
1937-ben nem szállt versenyautóba, de 1938-ban visszatért egy Talbot-Lagóval Le Mans-ba, Chinetti csapattársaként. 1939-ben harmadik lett a Pau Grand Prix-n, Hermann Lang és Manfred von Brauchitsch mögött. A francia futamon negyedik lett.
A második világháború után, 1948-ban vásárolt egy Talbot-Lagót, és második lett az Albi Grand Prix-n Luigi Villoresi Maseratija mögött.
1949-ben második lett Marseille-ben Juan Manuel Fangio, Monzában Alberto Ascari és a csehszlovák nagydíjon Peter Whitehead mögött. Ezenkívül megnyerte a párizsi versenyt.

### A Formula–1-ben
Az 1950-es szezonban csak egy 5. helyet szerzett az olasz nagydíjon.

### A Formula–1 után
1953-ban harmadik lett Rouenban, majd úgy döntött, hogy visszavonul a versenyzéstől.
A francia kormány kitüntette a Francia Köztársaság Becsületrendjével.
1974-ig rendszeresen ott volt az autóversenyeken.
1981-ben halt meg Neuilly-sur-Seine-ben, 84 évesen.
Győzelmei:
- 1930-as algériai nagydíj
- 1929-es De la Baule Grand Prix
- 1929-es Comminges Grand Prix
- 1931-es Comminges Grand Prix
- 1930-as Dauphiné Grand Prix
- 1931-es Dauphiné Grand Prix
- 1930-as francia nagydíj
- 1931-es Dieppe Grand Prix
- 1929-es Grand Prix de la Marne
- 1933-as Grand Prix de la Marne
- 1930-as Pau Grand Prix
- 1936-os Pau Grand Prix
- 1932-es Picardie Grand Prix
- 1933-as Picardie Grand Prix
- 1927-es Reims Grand Prix
- 1929-es Reims Grand Prix
- 1931-es d'Esterel Plage
- 1934-es Le Mans-i 24 órás verseny

## Teljes Formula–1-es eredménysorozata
(Táblázat értelmezése)

(Félkövér: pole-pozícióból indult; dőlt: leggyorsabb kört futott) 

| Év   | Csapat      | 1      | 2      | 3      | 4      | 5      | 6      | 7     | 8     | Helyezés | Pont |
| ---- | ----------- | ------ | ------ | ------ | ------ | ------ | ------ | ----- | ----- | -------- | ---- |
| 1950 | Talbot-Lago | GBR 8  | MON Ki | 500    | SUI Ki | BEL Ki | FRA 5* | ITA 5 |       | 18.      | 3    |
| 1951 | Talbot-Lago | SUI 10 | 500    | BEL Ki | FRA Ki | GBR    | GER Ki | ITA   | ESP 8 | HN       | 0    |
| 1952 | Maserati    | SUI    | 500    | BEL    | FRA 8  | GBR    | GER    | NED   | ITA   | HN       | 0    |

* megosztott versenyzés Eugéne Chaboud-val.